# 精神障碍辩护
精神障碍防御（英語：Insanity defense）是指刑事訴訟中的被告以精神障碍作为辩护理由。因为被告进行被指控的犯罪活动时精神障碍，他们不应该因触犯法律而承担相关的司法责任。
有人声称因精神障碍而免于或减少刑事处罚至少可追溯到汉谟拉比法典。从不同视角看精神障碍辩护都有其可取之处：一些人认为它是状态辩护，一些人认为它与缺少蓄意相关，还有些人认为它不过就是一个藉口。这里涉及到的精神障碍有不同的法学定义但非医学术语：譬如有南顿规则。

## 中华民国
中華民國刑法第19條在2006年7月1日之前，將被告的責任能力瑕疵區分為「心神喪失」和「精神耗弱」。心神喪失的法律效果是「不罰」，學理上稱為「無責任能力」；精神耗弱的法律效果是「得減輕其刑」，學理上稱為「限制責任能力」。
但從2006年7月1日起，將心神喪失改為「行為時因精神障礙或心智缺陷，致不能辨識其行為違法或欠缺依其辨識而行為之能力者，不罰」，將精神耗弱改為「行為時因前項之原因，致其辨識行為違法或依其辨識而行為之能力，顯著減低者，得減輕其刑。」

## 澳大利亚
根據澳洲最高法院判例 Mizzi v The Queen [1960] HCA 77; (1960) 105 CLR 659 ，在刑案審理過程中，關於被告是否患有精神疾病的問題，須按照可能性平衡原則判定。
按照澳洲法例，要是以精神疾病作為抗辯理由的話，須清楚證明被告在犯罪行為當下，是由於受其精神疾病病況所影響而失去理智，以致於無法理解自己行為的性質，或者無法辨識自己行為屬於罪惡。其中，無法辨識自己行為屬於罪惡的概念，是指有理智的人所持有一般辨識罪惡的標準，而非指被告是否能明白自己的行為是違法。換言之，被告有可能在犯案時是明知自己在犯法，但卻無分辨識自己的作為屬於罪惡。

## 註腳
1. ↑  美國刑法當中精神疾病抗辯檢驗標準評析——以"南頓"(M'Naghten)規則為視角
2. ↑   (HTML). 全國法規資料庫.   [2013-10-30]. （原始内容存档于2017-04-03）.
3. 1 2  Legal Frontline 法律前線通訊社. .   [2018-06-02]. （原始内容存档于2019-03-06）.

## 延伸閱讀
- Boland, F. (1996). "Insanity, the Irish Constitution and the European Convention on Human Rights". 47 Northern Ireland Legal Quarterly 260.
- Brown, M. (2007). "The John Hinckley Trial & Its Effect on the Insanity Defense".
- Bucknill, J. C. . Brain. 1881, 4: 1–26. doi:10.1093/brain/4.1.1.
- Butler Committee. (1975). The Butler Committee on Mentally Abnormal Offenders, London: HMSO, Cmnd 6244
- Ellis, J. W. (1986). "The Consequences of the Insanity Defense: Proposals to reform post-acquittal commitment laws". 35 Catholic University Law Review 961.
- Gostin, L. (1982). "Human Rights, Judicial Review and the Mentally Disordered Offender". (1982) Crim. LR 779.
- Vatz, R. (December 19, 2013). “Affluenza: just the latest way to shirk legal responsibility”. The Baltimore Sun op-ed page.
- The Law Reform Commission of Western Australia.  (PDF). Project No. 69. August 1991  [2018-08-18]. （原始内容存档 (PDF)于2015-09-25）.

## 外部連結
- Frontline—From Daniel M'Naughten to John Hinckley: A Brief History of the Insanity Defense （页面存档备份，存于）
- Evolution of the Insanity Plea
- Survey of US states' insanity defense criteria （页面存档备份，存于）